# Popol Ace
Popol Ace — норвежская прог-рок-группа 1970-х годов. Её главными хитами были песни «All We Have Is the Past», «Queen of all Queens» и «Music Box».

## История
Ударник (Тор Андреассен), гитарист (Пете Кнутсен) и басист (Терье Мети) ещё в 1959 году играли в коллективе под названием The Scavers, позднее сменившей название на Arman Sumpe и разросшейся до восьми человек. В этот период в её состав вошел и вокалист Ян Тейген.
Записав один сингл и ещё раз поменяв состав, группа изменила название на Popol Vuh и осенью 1972 года выпустила свой первый альбом, также названный Popol Vuh. Диск был разнообразен стилистически — элементы прогрессива и фанка с джаз-роком соседствовали с романтичными балладами и прото-хард-роком, — но оставался ещё довольно вторичным по звучанию. Впечатление отчасти портил и вокал Тейгена, на тот момент певшего по-английски с сильным акцентом.
Следующий альбом (Quiche Maya) вышел в 1973 году. Его первая песня, «Queen Of All Queens», стала самым знаменитым хитом группы. На альбоме преобладали мелодраматичные баллады с меллотронными аранжировками и оперными вокальными экскурсами от Тейгена.
В 1975 году Popol Vuh сменили название на Popol Ace, чтобы избежать судебного преследования со стороны одноимённой немецкой группы. После этого они взялись за крайне амбициозный и дорогостоящий проект — запись концептуального альбома Stolen From Time, вышедшего в том же 1975 году. Лейбл группы Polydor Records рассчитывал, что диск станет международным прорывом Popol Ace, и предоставил музыкантам полную творческую свободу. Stolen From Time, который писался в нескольких студиях Лондона, Парижа и Осло, отличался великолепным звуком и более высококлассным музыкальным материалом, чем на двух предыдущих альбомах («Bury Me Dead» и «Today Another Day» вошли в число классических вещей Popol Ace), однако был создан под сильным влиянием Genesis и не смог обеспечить группе ожидаемого успеха.
После выхода Stolen From Time вокалист Ян Тейген ушёл из Popol Ace, чтобы начать сольную карьеру, став в Норвегии поп-звездой первой величины. Он трижды представлял страну на Евровидении (в 1978, 1982 и 1983 годах).
Popol Ace, в свою очередь, наняли в 1978 году нового вокалиста по имени Асбьорн Крогтофт и выпустили очередной студийный альбом Curly Sounds. Релиз обернулся полным коммерческим провалом и творческой неудачей. В связи с этим к концу 1978 года группа прекратила своё существование.
В 2003 году все четыре альбома группы, а также сборник под названием Popoloddities, на который вошел неизданный ранее материал (в том числе концертные выступления), были переизданы единым бокс-сетом из пяти дисков.

## Дискография
Студийные альбомы
как Popol Vuh
- Popol Vuh (Polydor Records, 1972)
- Quiche Maya (Polydor Records, 1973)

как Popol Ace
- Stolen From Time (Polydor Records, 1975)
- Curly Sounds (Polydor Records, 1978)

Сборники
- Popol Ace (Polydor Records, 1973)
- Cat of 9 Tales — Best Of 1972-78 (Polydor Records, 1994)
- All We Have (Polydor Records / Universal, 2003) — бокс-сет из пяти дисков.
- The Best of Popol Ace (Universal, 2006)

## Состав группы
- Ян Тейген (норв. Jahn Teigen) — вокал
- Пете Кнутсен (норв. Pete Knutsen) — гитара, клавишные
- Арне Шульце (норв. Arne Schulze) — гитара
- Терье Мети (норв. Terje Methi) — бас-гитара
- Тор Андреассен (норв. Thor Andreassen) — ударные, перкуссия
- Пьоккен Эйде (норв. Pjokken Eide) — флейта, тромбон
- Асбьорн Крогтофт (норв. Asbjørn Krogtoft) — вокал (с 1978 года)